# Молекулярна філогенетика
Молекулярна філогенетика або молекулярна систематика — галузь філогенетики (та, у свою чергу, систематики), що використовує методи молекулярної біології. Для систематичної класифікації організмів, встановлюються послідовності їх еволюційні взаємини, використовуючи їх ДНК, РНК і білків. Звичайно у молекулярній філогенетиці використовуються кладистичні методи. Ці методи допомагають об'єктивно визначаючи важливість особливостей або певних генів в оцінці еволюційних гіпотез. З молекулярною філогенетикою тісно пов'язані такі галузі як біоінформатика, молекулярна генетика і молекулярна еволюція. З середини 1990-их років молекулярна філогенетика значно змінила класифікацію багатьох груп організмів.